# Dinastías del Norte
Las Dinastías del Norte o Dinastías Septentrionales (en chino, 北朝; pinyin, běi cháo; Wade-Giles, pei3 ch'ao2) incluyen las dinastías Wei del Norte, Wei Oriental, Wei Occidental, Qi del Norte y Zhou del Norte.Mientras tanto, apareció las Dinastías del sur o Dinastías Meridionales en la zona del sur. Los juntos se llaman Dinastías Meridionales y Septentrionales. 
En 581, el año Da Ding de la Dinastías Zhou del Norte, el emperador Jing Di abdicó su monarca a Wen Di quién empezó la Dinastía Sui y terminó la Dinastía del Norte.

El inicio de la Dinastía del Norte significa el término de la situación confusa que duró casi 150 años, desde la lucha entre ocho reyes. Las dinastías posteriores: la Dinastía Sui y la Dinastía Tang, ambos heredaron el territorio de la Dinastía del Norte y ambos antepasados de los emperadores de dichos dinastías eran aristocracia de la Dinastía del Norte. El sistema militar y político de esta época puso el cimiento para las dinastías posteriores.

## Política y Cultura
Los gobernadores de la Dinastía del Norte eran de etnia minoritaria. No tenían muchas experiencias políticas, entonces dieron los puestos importantes a los de etnia Han. Esta iniciativa promovió la adopción mutua de la cultura entre las dos etnias. Por ejemplo, la Dinastía Zhou del norte efectuó una política se llama 关中本位（pin yin: Guan Zhong Ben Wei）que combinó la cultura Xianbei y la cultura Han para eliminar la incomprensión entre dos etnias. La política así estaba muy beneficioso para la integración nacional en la Dinastía Sui y la Dinastía Tang.

## Economía

### Dinastía Wei del Norte
Después de la unificación, las fuerzas productivas sociales se restauran y se desarrollan gradualmente. A costa del sudor del trabajo de cada etnia, se ha ajustado la relación de producción y se ha aumentado la productividad. La cantidad de los campesinos propietarios se ha elevado. En las postrimerías de la Dinastía Wei del Norte,  la tecnología de lograr acero se desarrolló. Durante la época de Tai He,  la moneda volvió a circular que promovió el desarrollo del comercio.

### Dinastía Qi del Norte
Durante la época de la Dinastía Qi del Norte, la agricultura , la industria del hierro, la industria de sal y la fabricación de porcelana estaban desarrollados. Era una de las dinastías más ricos en esta época. En este dinastía, aplicó el sistema equitativo de tierra.
| Nombre póstumo (Shi Hao 諡號) | Nombre de nacimiento                      | Período de reinado | Nombre de Era (Nian Hao 年號) y rango de años |
| --- | ----------------------------------------- | ------------------ | --- |
| Dinastía Wei del Norte 386-535 |                                           |                    | |
| Convención: nombre póstumo + "de Wei del Norte" (o "de Wei Septentrional")                                                                 |                                           |                    | |
| Se sabe que la familia Tuoba cambió su apellido a 元(yuan2) durante el reinado de Xiao Wen Di en 496. Este cambio se refleja en el cuadro. |                                           |                    | |
| Dao Wu Di (道武帝 dao4 wu3 di4) | Tuoba Gui (拓拔珪 tou4 ba2 gui1)          | 386-409            | Dengguo (登國 deng1 guo2) 386-396 Huangshi (皇始 huang2 shi3) 396-398 Tianxing (天興 tian1 xing1) 398-404 Tianci (天賜 tian1 ci4) 404-409                                                                                               |
| Ming Yuan Di (明元帝 ming2 yuan2 di4) | Tuoba Si (拓拔嗣 tou4 ba2 si4)            | 409-423            | Yongxing (永興 yong3 xing1) 409-413 Shenrui (神瑞 shen2 rui4) 414-416 Taichang (泰常 tai4 chang2) 416-423 |
| Tai Wu Di (太武帝 tai4 wu3 di4) | Tuoba Tao (拓拔燾 tou4 ba2 tao2)          | 424-452            | Shiguang (始光 shi3 guang1) 424-428 Shenjia (神(鹿下加) shen2 jia1) 428-431 Yanhe (延和 yan2 he2) 432-434 Taiyan (太延 tai4 yan2) 435-440 Taipingzhenjun (太平真君 tai4 ping2 zhen1 jun1) 440-451 Zhengping (正平 zheng4 ping2) 451-452 |
| Nan An Wang (南安王 nan2 an1 wang2) | Tuoba Yu (拓拔余 tou4 ba2 yu2)            | 452                | Yongping (永平 yong3 ping2) or Chengping (承平 cheng2 ping2) 452 |
| Wen Cheng Di (文成帝 wen2 cheng2 di4) | Tuoba Jun (拓拔濬 tou4 ba2 jun4)          | 452-465            | Xingan (興安 xing1 an1) 452-454 Xingguang (興光 xing1 guang1) 454-455 Taian (太安 tai4 an1) 455-459 Heping (和平 he2 ping2) 460-465 |
| Xian Wen Di (獻文帝 xian4 wen2 di4) | Tuoba Hong (拓拔弘 tou4 ba2 hong2)        | 466-471            | Tianan (天安 tian1 an1) 466-467 Huangxing (皇興 huang2 xing1) 467-471 |
| Xiao Wen Di (孝文帝 xiao4 wen2 di4) | Yuan Hong (元宏 yuan2 hong2)              | 471-499            | Yanxing (延興 yan2 xing1) 471-476 Chengming (承明 cheng2 ming2) 476 Taihe (太和 tai4 he2) 477-499 |
| Xuan Wu Di (宣武帝 xuan1 wu3 di4) | Yuan Ke (元恪 yuan2 ke4)                  | 500-515            | Jingming (景明 jing3 ming2) 500-503 Zhengshi (正始 zheng4 shi3) 504-508 Yongping (永平 yong3 ping2) 508-512 Yanchang (延昌 yan2 chang1) 512-515                                                                                         |
| Xiao Ming Di (孝明帝 xiao4 ming2 di4) | Yuan Xu (元詡 yuan2 xu3)                  | 516-528            | Xiping (熙平 xi1 ping2) 516-518 Shengui (神龜 shen2 gui1) 518-520 Zhengguang (正光 zheng4 guang1) 520-525 Xiaochang (孝昌 xiao4 chang1) 525-527 Wutai (武泰 wu3 tai4) 528                                                               |
| Xiao Zhuang Di (孝莊帝 xiao4 zhuang1 di4)                                                                                                  | Yuan Zi You (元子攸 yuan2 zi5 you1)       | 528-530            | Jianyi (建義 jian4 yi4) 528 Yongan (永安 yong3 an1) 528-530 |
| Chang Guang Wang (長廣王 chang2 guang3 wang2) or Jing Di (敬帝 jing4 di4)                                                                  | Yuan Ye (元曄 yuan2 ye4)                  | 530-531            | Jianming (建明 jian4 ming2) 530-531 |
| Jue Min Di (節閔帝 jie2 min3 di4) | Yuan Gong (元恭 yuan2 gong1)              | 531-532            | Putai (普泰 pu3 tai4) 531-532 |
| An Ding Wang (安定王 an1 ding4 wang2) or Chu Di (出帝 chu1 di4)                                                                            | Yuan Lang (元朗 yuan2 lang3)              | 531-532            | Zhongxing (中興 zhong1 xing1) 531-532 |
| Xiao Wu Di (孝武帝 xiao1 wu3 di4) | Yuan Xiu (元脩 yuan2 xiu1)                | 532-535            | Taichang (太昌 tai4 chang1) 532 Yongxing (永興 yong3 xing1) 532 Yongxi (永熙 yong3 xi1) 532-535 |
| Dinastía Wei Oriental 534-550 |                                           |                    | |
| Convención: nombre póstumo + "de Wei Oriental" (o "de Wei del Este")                                                                       |                                           |                    | |
| Xiao Jing Di (孝靜帝 xiao1 jing4 di4) | Yuan Shan Jian (元善見 yuan2 shan4 jian4) | 534-550            | Tianping (天平 tian1 ping2) 534-537 Yuanxiang (元象 yuan2 xiang4) 538-539 Xinghe (興和 xing1 he2) 539-542 Wuding (武定 wu3 ding4) 543-550                                                                                               |
| Dinastía Qi del Norte 550-577 |                                           |                    | |
| Convención: nombre póstumo + "de Qi del Norte" (o "de Qi Septentrional")                                                                   |                                           |                    | |
| Wen Xuan Di (文宣帝 wen2 xuan1 di4) | Gao Yang (高洋 gao1 yang2)                | 550-559            | Tianbao (天保 tain1 bao3) 550-559 |
| Fei Di (廢帝 fei4 di4) | Gao Yin (高殷 gao1 yin1)                  | 560                | Qian Ming (乾明 qian2 ming2) 560 |
| Xiao Zhao Di (孝昭帝 xiao1 zhao1 di4) | Gao Yan (高演 gao1 yan3)                  | 560-561            | Huangjian (皇建 huang2 jian4) 560-561 |
| Wu Cheng Di (武成帝 wu3 cheng2 di4) | Gao Zhan (高湛 gao1 zhan4)                | 561-565            | Taining (太寧 tai4 ning2) 561-562 Heqing (河清 he2 qing1) 562-565 |
| Hou Zhu (後主 hou4 zhu3) | Gao Wei (高緯 gao1 wei3)                  | 565-577            | Tiantong (天統 tian1 tong3) 565-569 Wuping (武平 wu3 ping2) 570-576 Longhua (隆化 long2 hua3) 576 |
| You Zhu (幼主 you4 zhu3) | Gao Heng (高恆 gao1 heng2)                | 577                | Chengguang (承光 cheng2 guang1) 577 |
| Fan Yang Wang (范陽王 fan4 yang2 wang2) | Gao Shao Yi (高紹義 gao1 shao4 yi4)       | 577-579?           | Did not exist |
| Dinastía Wei Occidental 535-556 |                                           |                    | |
| Convención: nombre póstumo + "de Wei Occidental" (o "de Wei del Oeste")                                                                    |                                           |                    | |
| Wen Di (文帝 wen2 di4) | Yuan Bao Ju (元寶炬 yuan2 bao3 ju4)       | 535-551            | Datong (大統 da4 tong3) 535-551 |
| Fei Di (廢帝 fei4 di4) | Yuan Qin (元欽 yuan2 qin1)                | 552-554            | Did not exist |
| Gong Di (恭帝 gong1 di4) | Yuan Kuo (元廓 yuan2 kuo4)                | 554-556            | Did not exist |
| Dinastía Zhou del Norte 557-581 |                                           |                    | |
| Convención: nombre póstumo + "de Zhou del Norte" (o "de Zhou Septentrional"                                                                |                                           |                    | |
| Xiao Min Di (孝閔帝 xiao1 min3 di4) | Yuwen Jue (宇文覺 yu3 wen2 jue2)          | 557                | Did not exist |
| 孝明帝 xiao4 ming2 di4) | Yuwen Yu (宇文毓 yu3 wen2 yu4)            | 557-560            | Wucheng (武成 wu3 cheng2) 559-560 |
| Wu Di (武帝 wu3 di4) | Yuwen Yong (宇文邕 yu3 wen2 yong1)        | 561-578            | Baoding (保定 bao3 ding4) 561-565 Tianhe (天和 tian1 he2) 566-572 Jiande (建德 jian4 de2) 572-578 Xuanzheng (宣政 xuan1 zheng4) 578 |
| Xuan Di (宣帝 xuan1 di4) | Yuwen Yun (宇文贇 yu3 wen2 yun1)          | 578-579            | Dacheng (大成 da4 cheng2) 579 |
| Jing Di (靜帝 jing4 di4) | Yuwen Chan (宇文闡 yu3 wen2 chan3)        | 579-581            | Daxiang (大象 da4 xiang4) 579-581 Dading (大定 da4 ding4) 581 |